# Circe oferecendo a taça para Ulisses
Circe Oferece a Taça para Ulisses, (em inglês:  Circe Offering the Cup to Ulysses) é uma pintura a óleo no estilo Pré-Rafaelita, pelo pintor John William Waterhouse, que foi criado em 1891.
Esta foi a primeira pintura que Waterhouse fez baseada em obras clássicas da antiguidade (neste caso, a Odisseia de Homero), a  partir desta pintura, ele continuou a usar mais cenas das obras clássicas nas suas pinturas.
Na Odisseia, Ulisses, após enviar 23 marinheiros para explorar a ilha, eles se encontraram enfeitiçados e sobre o controle da feiticeira Circe. A pintura retrata uma cena de quando ela oferece a Ulisses (chamado de Odisseu, no original, em grego) um copo contendo uma poção, com a qual ela procura trazê-lo sob seu feitiço, como ela tem sua tripulação. Ulisses pode ser visto no espelho retratado atrás do trono de Circe, enquanto um dos tripulantes de Ulysses, magicamente transformado em um porco, pode ser visto ao lado dos pés de Circe.
Destemido e preocupado com os marinheiros Ulisses vai para salvar os marinheiros e no caminho ele é interceptado por Hermes e descobre sobre a Circe e aconselha-o a encontrar uma planta especial que irá mantê-lo longe dos efeitos das bebidas de Circe. Depois que Ulisses se mostrou resistente a suas bebidas, ele apontou a faca para Circe, que imediatamente se rendeu, e devolveu seus marinheiros a forma humana.
É uma das pinturas mais populares nas coleções da Gallery Oldham e é regularmente solicitada por outras galerias para exposições.